# Сахни (Конотопський район)
Сахни́ (вимоваⓘ) — село в Україні, у Бочечківській сільській громаді Конотопського району Сумської області. Населення становить 590 осіб.

## Географія
Село Сахни знаходиться за 6-ть км від міста Конотоп на автомобільній дорозі Т 1907. Примикає до села Бондарі. По селу протікає пересихаючий струмок з загатами.

## Історія
Час заснування села Сахни невідомий. Перша письмова згадка про нього припадає на другу половину XVII століття. Утворилося воно з хуторів біля побудованої у 1883 році Миколаївської церкви. У 1885 році була збудована 3-класна початкова школа. До цього школи в селі не було. Населення було неписьменне, лише окремі особи навчалися у дяка чи попа. До школи ходили діти з Сахнів, Бондарів, Новоселівки, Ріпок, Холодів, Савойського та інших сіл і хуторів. Відало цією школою земство, яке знаходилося в Конотопі. Попечителем школи був член Державної Думи Семен Мовчан. У 1919 році за ініціативою селян побудовано Бондарівську початкову школу, яка у 1931 році стала семирічкою.
Після встановлення радянської окупації була відкрита Бондарівська сільська рада, яка об'єднувала села Сахни, Новоселівку, Савойське. У 1959 році сільську раду перенесли до села Бочечки, а у 1987 році — до села Сахни.
У перші роки радянської окупації відкрито медичний пункт, де працювало два медичні працівники. У 1931—1933 роках в селах Бондарі та Сахни були створені колгоспи. Працювали дитячі ясла, клуб, крамниця. У 1935 році від Бочечківської МТС створено МТС у селі Сахни.
Село постраждало внаслідок геноциду українського народу, проведеного окупаційним урядом СССР 1923—1933 та 1946–1947 роках.
Тяжкого лиха завдала селу нацистська окупація. Багато жителів загинуло в Конотопській в'язниці, близько 50 молодих людей вивезено до Німеччини на роботу. 162 односельці загинули у війні. На пам'ять про загиблих на війні та воїнів, які визволяли село, 1961 року в Сахнах збудовано меморіал Слави.
У 1950 році два колгоспи були реорганізовані в один — ім. Чапаєва, який у 1996 році реорганізовано в агрофірму «Сахнівська».

## Населення

### Мова
Розподіл населення за рідною мовою за даними :
| Мова       | Кількість | Відсоток |
| ---------- | --------- | -------- |
| українська | 583       | 98.81%   |
| російська  | 7         | 1.19%    |
| Усього     | 590       | 100%     |

## Сьогодення
На території сільської ради здійснюють діяльність: Сахнівська сільська рада, сільськогосподарські підприємства ПП «Єраз», та ДП «Агрос», фермерські господарства, релігійні громади УПЦ МП та УПЦ КП, фельдшерсько-акушерський пункт, загальноосвітня школа І-III ст., сільський клуб та бібліотека, приватні крамниці та поштове відділення.
У 10-х числах грудня 2014 року у селі відбулися збори щодо того, на користь якої конфесії віддати існуючу земельну ділянку для будівництва храму. Хоча у 2010 році було ухвалене попереднє рішення надати її для будівництва храму громаді УПЦ МП, через загострення політичної ситуації це рішення скасували та віддали землю на користь Київського патріархату. Свято-Миколаївський храм громади УПЦ КП (реєстровий номер юрособи 39812463) освячено 19 грудня 2016 року. Громада УПЦ МП (номер у реєстрі 35336539) залишилась у своєму домовому храмі.